# Ghiacciaio Burns
Il ghiacciaio Burns (Burns Glacier) è un ghiacciaio minore situato nell'Alaska (Stati Uniti) tra il borough di Anchorage e quello della penisola di Kenai.

## Dati fisici
Il ghiacciaio, che ha un orientamento sud-est (origine)/nord-ovest (fronte), si trova all'estremità nord-occidentale della Foresta Nazionale di Chugach (Chugach National Forest). È lungo più o meno 4,8 km, largo al massimo un chilometro. Scorre vicino al più grande ghiacciaio Portage. Nasce nel gruppo montuoso Monti Kenai (estremità nord). Il fronte termina (a circa 400  m s.l.m.) sopra il lago Portage. La sorgente del ghiacciaio è a circa 1.000 m s.l.m. di quota.
Altri ghiacciai vicini al Burns sono:
| Nome del ghiacciaio | Quota alle coordinate indicate (m s.l.m.) | Coordinate             | Distanza e direzione dal ghiacciaio |
| ------------------- | ----------------------------------------- | ---------------------- | ----------------------------------- |
| Concordia Glacier   | 980                                       | 60°42′26″N 148°43′34″W | 1,5 km verso sud                    |
| Shakespeare Glacier | 666                                       | 60°45′09″N 148°43′39″W | 3,5 km verso nord                   |
| Whittier Glacier    | 699                                       | 60°44′50″N 148°41′12″W | 3,5 km verso nord-est               |
| Portage Glacier     | 256                                       | 60°43′07″N 148°48′11″W | 4 km verso ovest                    |

Il ghiacciaio è circondato dai seguenti monti (tutti appartenenti al gruppo montuoso Kenai):
| Nome del monte       | Altezza (m s.l.m.) | Coordinate             | Distanza e direzione dal ghiacciaio |
| -------------------- | ------------------ | ---------------------- | ----------------------------------- |
| Byron Peak           | 1.400              | 60°43′42″N 148°51′40″W | 7 km verso ovest                    |
| Carpathian Peak      | 1.782              | 60°41′24″N 148°49′50″W | 7 km verso sud-ovest                |
| Baird Peak           | 999                | 60°44′38″N 148°43′37″W | 2,5 km verso nord                   |
| Shakespeare Shoulder | 942                | 60°45′12″N 148°42′46″W | 3,5 km verso nord                   |

## Storia
Il ghiacciaio Burns si trova nel "campo di ghiaccio" (senza nome) più a nord dei monti Kenai e si trova vicino a diversi ghiacciai (vedi tabella sopra). Tutti questi ghiacciai si sono ritirati su distanze significative da quando sono stati osservati per la prima volta. Inizialmente il ghiacciaio Burns era un affluente del ghiacciaio Portage. Il contatto tra i due ghiacciai si mantenne fino all'inizio degli anni '80, quando il loro continuo assottigliamento causò la perdita di contatto.
Burns è stato nominato nel 1915 US Coast e Geodetic Survey in onore del poeta Robert Burns.

## Alcune immagini

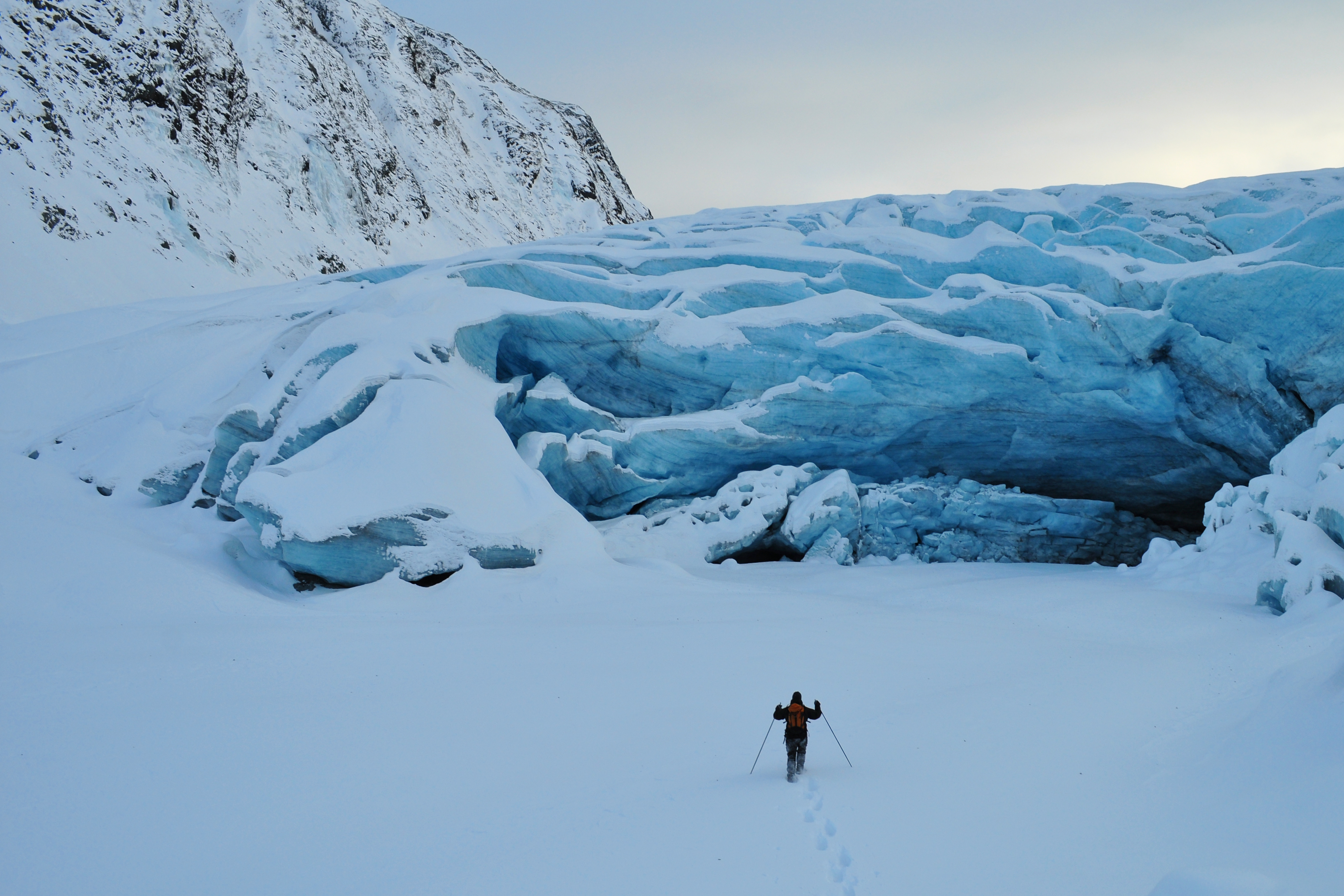
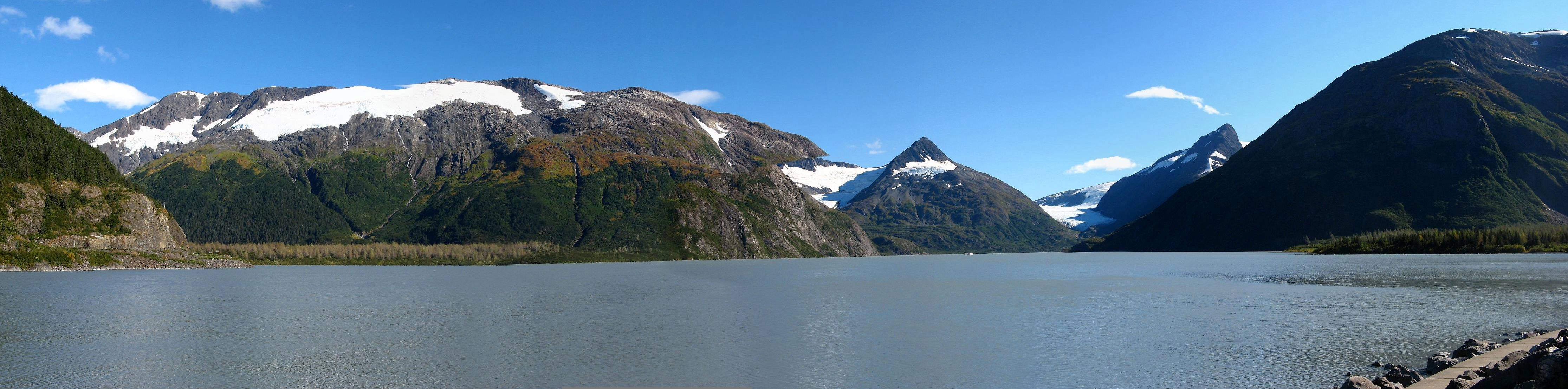